# Sanctum (film)
Pour plus de détails, voir Fiche technique et Distribution.
Sanctum est un film d'aventure américano-australien réalisé par Alister Grierson, sorti en 2011.
Il s'agit d'un film librement inspiré de l'histoire du spéléologue Andrew Wight qui s’est retrouvé coincé par la montée des eaux lors d’une expédition en Australie.

## Synopsis
Au cours d’une exploration en plongée souterraine dans la grotte d'Esa'ala en Papouasie-Nouvelle-Guinée, un groupe de cinq personnes est emprisonné lors d’un cyclone tropical dans une caverne. Avec l’eau qui monte et l’air qui s’épuise, leur seul espoir est de voyager à travers les grottes sous-marines inexplorées suivant le cours de la rivière qui coule vers l’océan…

## Fiche technique
- Titre français et original : Sanctum
- Réalisation : Alister Grierson
- Scénario : John Garvin et Andrew Wight
- Direction artistique : Jenny O'Connell
- Décors : Ida Random
- Costumes : Phil Eagles[1]
- Photographie : Jules O'Loughlin
- Montage : Mark Warner
- Musique : David Hirschfelder
- Productions : Andrew Wight, Ben Browning
- Productions exécutifs : James Cameron, Ryan Kavanaugh, Michael Maher et Peter Rawlinson
- Sociétés de production : Relativity Media et Wayfare Entertainment
- Sociétés de distribution : 
  - Universal Pictures (États-Unis)
  - Universal Pictures Canada (Canada)
  - Metropolitan Filmexport (France)
  - Paradiso (Belgique)
- Budget : 30 millions de dollarsUS[2]
- Pays d'origine :  Australie,  États-Unis
- Langue originale :  anglais
- Format d'image : Couleur – 1,85 : 1 – Son Dolby Digital, DTS, SDDS
- Genre : aventure, drame, action
- Durée : 109 minutes
- Dates de sortie :
  -  Australie et  Nouvelle-Zélande : 3 février 2011
  -  États-Unis et  Canada : 4 février 2011
  -  France et  Luxembourg : 23 février 2011
  -  Belgique et  Suisse : 30 mars 2011

## Distribution
- Richard Roxburgh (VF : Frédéric van den Driessche et VQ : Alain Zouvi) : Frank McGuire
- Rhys Wakefield (VF : Brice Ournac et VQ : Nicolas Bacon) : Josh McGuire
- Alice Parkinson (VF : Déborah Perret et VQ : Rose-Maïté Erkoreka) : Victoria
- Dan Wyllie (en) (VF : Nicolas Marié et VQ : Sylvain Hétu) : George
- Ioan Gruffudd (VF : Dominique Guillo et VQ : Patrice Dubois) : Carl Hurley
- John Garvin (VF : Mathieu Buscatto) : Jim Sergeant
- Allison Cratchley (en) (VF : Brigitte Aubry et VQ : Mélanie Laberge) : Judes
- Christopher Baker (VF : Raphaël Cohen et VQ : Nicholas Savard L'Herbier) : J. D.
- Nicole Downes (VQ : Viviane Pacal) : Liz
- Cramer Cain : Luko
- Andrew Hansen (en) (VF : Jérémy Bardeau) : Dex
- Sean Dennehy : le pilote d’hélicoptère

## Tournage
Le tournage a eu lieu à Gold Coast, sur Dunk Island et au Steiglitz dans le Queensland en Australie. Pour les décors de la grotte d'Esa'ala dans le film, l'équipe de la production s'est servi du gouffre des Hirondelles (en espagnol : Sótano de las Golondrinas) à Aquismón à San Luis Potosí, au centre-nord du Mexique.